# Xã Delapre, Quận Lincoln, South Dakota
Xã Delapre (tiếng Anh: Delapre Township) là một xã thuộc quận Lincoln, tiểu bang Nam Dakota, Hoa Kỳ. Năm 2010, dân số của xã này là 1.805 người.